# 波施芬湖
52°15′34″N 13°5′1″E / 52.25944°N 13.08361°E

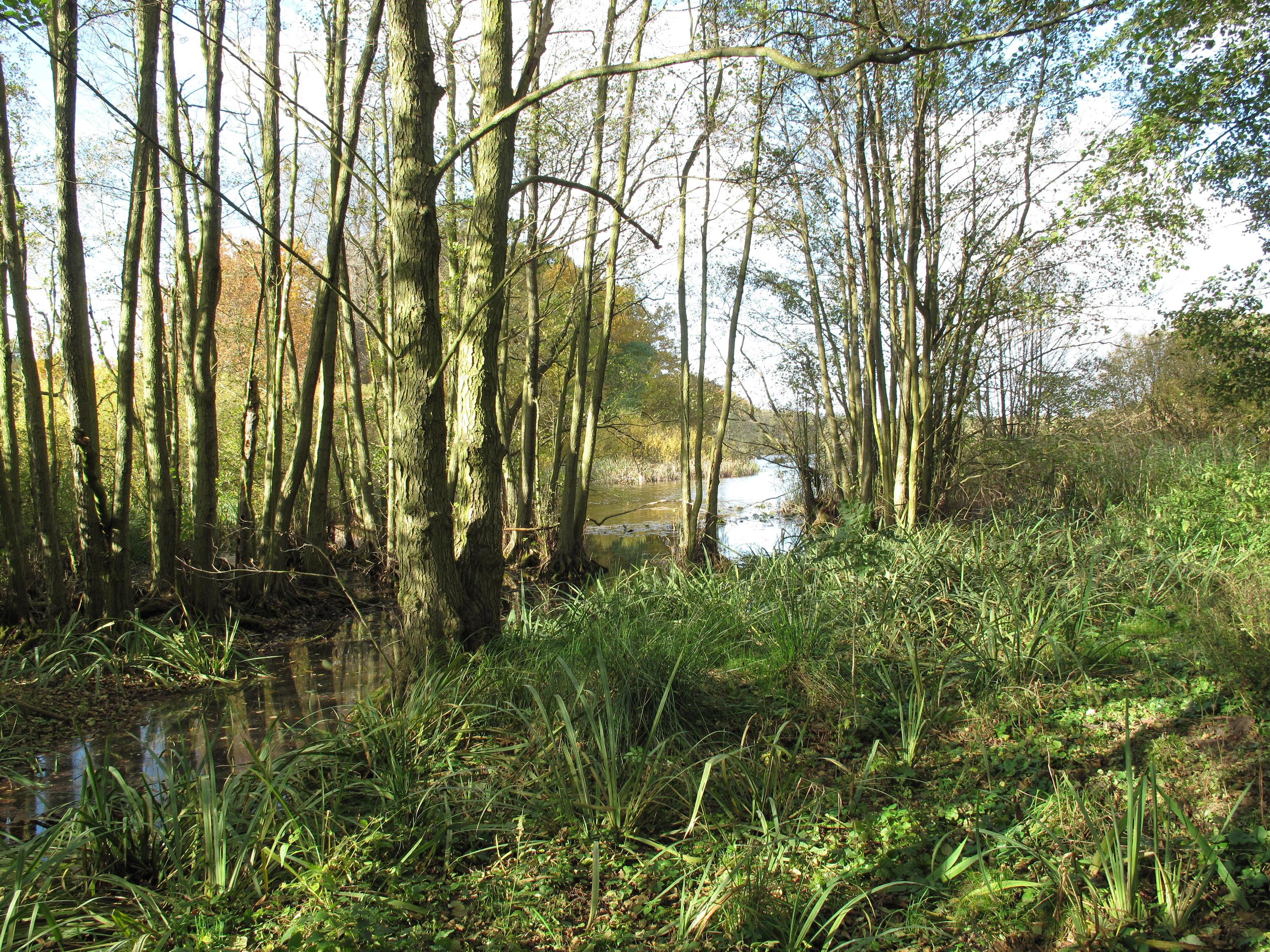

波施芬湖（德語：Poschfenn），是德國的湖泊，位於該國西南部，由勃蘭登堡州負責管轄，處於波茨坦-米特爾馬克縣，長0.6公里、寬0.2公里，面積0.06平方公里，海拔高度44米，平均水深0.7米，最大水深1米，湖岸線長度1.6公里。